# Saison 2010-2011 du Manchester City FC
 (août 2019).
Si vous disposez d'ouvrages ou d'articles de référence ou si vous connaissez des sites web de qualité traitant du thème abordé ici, merci de compléter l'article en donnant les références utiles à sa vérifiabilité et en les liant à la section « Notes et références ».
Maillots
Chronologie
Saison précédente Saison suivante
La saison 2010-2011 de Manchester City est la 9e saison consécutive du club dans l'élite. Grâce à sa 5e place dans le championnat la saison précédente, le club participe à la Ligue Europa, après avoir passé les barrages. Les Citizens participent aussi à la FA Cup et à la Carling Cup.

## Effectif de la saison
L'effectif de la saison est

## Transferts

### Mercato d'été

#### Arrivées
| Équipe première        |      |                    |                 |                |
| Type                   | Prix | Joueur             | Ancien club     | Championnat    |
| Transfert              |      | Jérôme Boateng     | Hambourg SV     | Bundesliga     |
| Transfert              |      | Yaya Touré         | FC Barcelone    | Liga           |
| Transfert              |      | David Silva        | FC Valence      | Liga           |
| Transfert              |      | Aleksandar Kolarov | Lazio           | Serie A        |
| Transfert (Hiver 2011) |      | Edin Džeko         | Wolfsbourg      | Bundesliga     |
| Transfert              |      | / Mario Balotelli  | Inter Milan     | Serie A        |
| Transfert              |      | James Milner       | Aston Villa     | Premier League |
| Premier contrat pro    |      | Alex Henshall      | Swindon Town FC | League One     |
| Premier contrat pro    |      | Albert Rusnak      | MFK Košice      | Corgoň Liga    |

#### Départs
| Équipe première        |      |                |                    |                |
| Type                   | Prix | Joueur         | Nouveau club       | Championnat    |
| Transfert              |      | Martin Petrov  | Bolton Wanderers   | Premier League |
| Transfert              |      | Valeri Bojinov | Parme FC           | Serie A        |
| Prêt                   |      | Gunnar Nielsen | Tranmere Rovers FC | League One     |
| Résiliation de contrat |      | Sylvinho       | Retraite           | -              |
| Transfert              |      | Javier Garrido | S.S Lazio          | Serie A        |
| Transfert              |      | Robinho        | Milan AC           | Serie A        |

## Classements

### Premier League
| Rang | Équipe                | Pts | J  | G  | N  | P  | Bp | Bc | Diff |
| ---- | --------------------- | --- | -- | -- | -- | -- | -- | -- | ---- |
| 1    | Manchester United (V) | 80  | 38 | 23 | 11 | 4  | 78 | 37 | +41  |
| 2    | Chelsea (T)           | 71  | 38 | 21 | 8  | 9  | 69 | 33 | +36  |
| 3    | Manchester City       | 71  | 38 | 21 | 8  | 9  | 60 | 33 | +27  |
| 4    | Arsenal               | 72  | 38 | 19 | 11 | 8  | 72 | 43 | +29  |
| 5    | Tottenham Hotspur     | 62  | 38 | 16 | 14 | 8  | 55 | 46 | +9   |
| 6    | Liverpool             | 55  | 38 | 17 | 7  | 14 | 59 | 44 | +15  |

| Légende : Qualifications et relégations | Légende : Qualifications et relégations |
| --------------------------------------- | --- |
|                                         | Ligue des champions 2011-2012, phase de groupes |
|                                         | Ligue des champions 2011-2012, tour de barrages |
|                                         | Ligue Europa 2011-2012, tour de barrages |
|                                         | Ligue Europa 2011-2012, troisième tour de qualification |
|                                         | Relégation en Ligue 2 |
|                                         | P : Promu 2010 T : Tenant du titre 2010 V : Vice-champion 2010 CF : Vainqueur de la Coupe de France 2010-2011 CL : Vainqueur de la Coupe de la Ligue 2010-2011 |

### New York Football Challenge
| Rang | Équipe                | Pts | J | G | N | P | Bp | Bc | Diff |
| ---- | --------------------- | --- | - | - | - | - | -- | -- | ---- |
| 1    | Sporting Portugal     | 8   | 3 | 2 | 1 | 0 | 4  | 2  | +2   |
| 2    | Tottenham Hotspur     | 8   | 3 | 2 | 1 | 0 | 4  | 3  | +1   |
| 3    | Red Bulls de New York | 6   | 3 | 2 | 0 | 1 | 3  | 3  | 0    |
| 4    | Manchester City       | 1   | 3 | 0 | 1 | 2 | 1  | 4  | -3   |

3 points pour une victoire, 1 point pour un match nul et 1 point supplémentaire à chaque but